# ريتشارد أفيدون
ريتشارد افيدون (بالإنجليزية: Richard Avedon)‏ مصور فوتغرافي أمريكي ولد في مدينة نيويورك في 15 مايو 1923 لعائلة يهودية  وتوفي في 1 أكتوبر 2004 وقد حصل على جائزة المركز الدولي للفوتغراف عام 1993 ، وجمعية المصورين الملكية في إنكلترا عام 1994 ، وفي عام 2010 بيعت صورة التقطها تظهر فيها عارضة الازياء دوفيما في فستان سهرة لقاء 841 الف يورو.

## روابط خارجية
- ريتشارد أفيدون على موقع IMDb (الإنجليزية)
- ريتشارد أفيدون على موقع الموسوعة البريطانية (الإنجليزية)
- ريتشارد أفيدون على موقع مونزينجر (الألمانية)
- ريتشارد أفيدون على موقع ميوزك برينز (الإنجليزية)
- ريتشارد أفيدون على موقع قاعدة بيانات برودواي على الإنترنت (الإنجليزية)
- ريتشارد أفيدون على موقع إن إن دي بي (الإنجليزية)
- ريتشارد أفيدون على موقع ديسكوغز (الإنجليزية)
- ريتشارد أفيدون على موقع قاعدة بيانات الفيلم (الإنجليزية)